# Lea Ribarič
Lea Ribarič, slovenska alpska smučarka, * 31. januar 1974, Škofja Loka, † 16. april 1994, Laze v Tuhinju.
Lea Ribarič, ki je bila članica smučarskega kluba Alpetour iz Škofje Loke in slovenske B smučarske reprezentance, je na Svetovnem mladinskem prvenstvu 1992 na mariborskem Pohorju osvojila bronasto medaljo v veleslalomu. 16. aprila 1994 se je, v starosti dvajsetih let, smrtno ponesrečila v prometni nesreči pri Lazah v Tuhinju, ko se je vračala s smučarskega plesa v Mariboru z Mojco Suhadolc, ki je v nesreč utrpela več poškodb.